# Royal Palm
O Royal Palm é um hotel-resort e centro de convenções localizado nas proximidades do Jardim do Trevo em Campinas, ao lado do entroncamento das Rodovias Anhanguera, Santos Dumont e Lix da Cunha.
A rede é composta por cinco empreendimentos localizados na cidade: o Royal Palm Plaza Resort Campinas, um dos melhores e mais completos resorts do Brasil; o The Palms, um 5 estrelas que une a exclusividade de um hotel boutique com toda estrutura de um resort; o Royal Palm Tower, direcionado aos executivos que buscam períodos de curta estada com o conforto do padrão luxo internacional, o Royal Palm Residence, um hotel ideal para longas estadas e, ainda, o Royal Palm Hall um centro de convenções que possuí dois hotéis de diferentes categorias e o maior ballroom (salão nobre de eventos) do Brasil.
No ano de 2017 foi eleito o melhor hotel do Brasil pela revista Viagem e Turismo, através de uma votação realizada por um júri de profissionais da área e também do público.

## História
O hotel adquirido em 1997 por Armindo Dias e foi praticamente demolido e reconstruído entre os anos de 1998 e 1999. Todas as áreas sociais da antiga propriedade, lobby, restaurante, bares, áreas de lazer e salas de convenções, foram colocadas abaixo assim que as novas foram inauguradas. De 125 apartamentos e áreas de eventos para 700 pessoas, passou-se, em 1999, a 225 quartos e uma capacidade de 1.700 pessoas em eventos.
O resort continuou sendo expandido no início dos anos 2000 até ocupar completamente o terreno de sua propriedade. Chegou-se a 384 unidades habitacionais e áreas de eventos para 2.500 pessoas, além de novos bares e atrações. Então, foi necessário comprar a quadra atrás do hotel para continuar sua transformação.

## Hotel & Resort

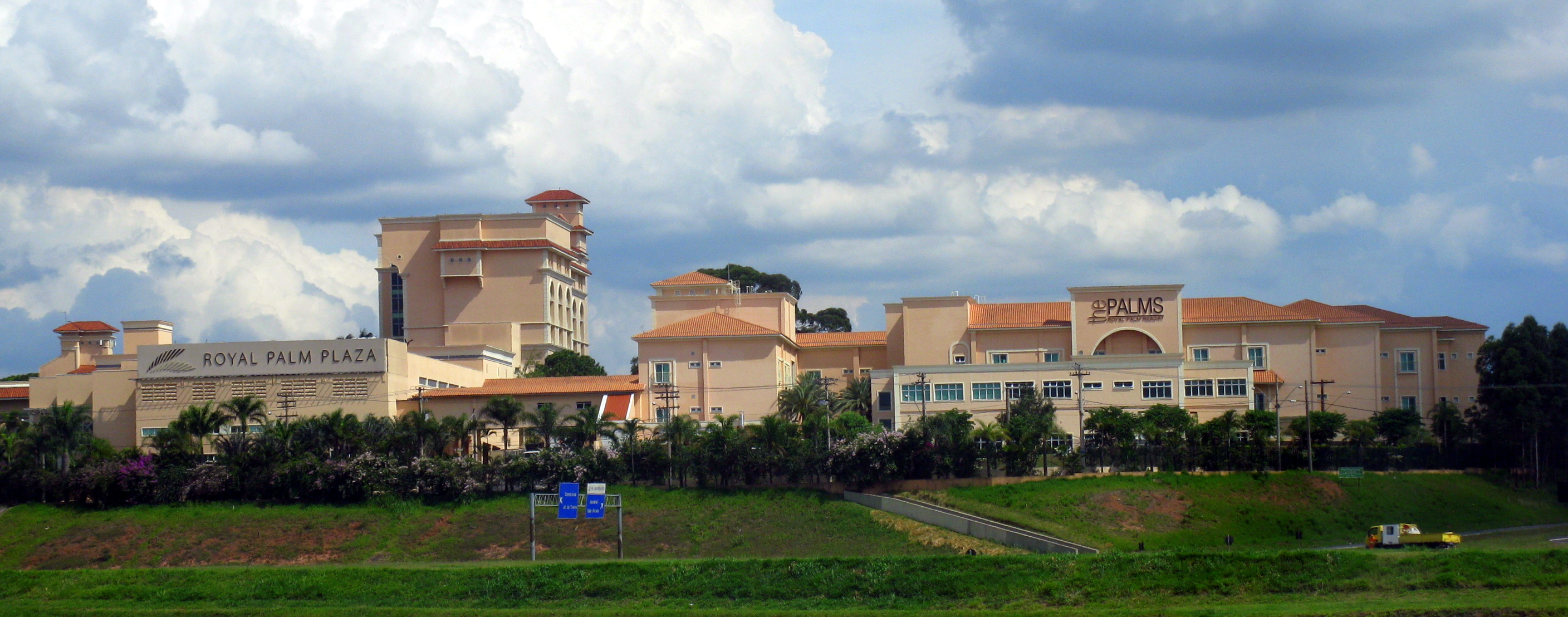
Fachada do Royal Palm Hotel & Resort

Em 2005, o Royal Palm dobra de tamanho, se posiciona definitivamente como resort através do projeto Casa de Campo, que além de aumentar em muito a área verde do empreendimento, o dotou de áreas tematizadas únicas, como o Miniville, o Kata Kuka e um grande spa. Essa nova transformação o habilita a ser membro da Associação Brasileira de Resorts. Em eventos, a expansão elevou a capacidade para 3.700 pessoas.
Em 2009, foi inaugurado um hotel boutique dentro do complexo, o The Palms, fortalecendo ainda mais seu posicionamento de luxo e permitindo sua inclusão na Preferred Hotels & Resorts, prestigiada associação composta pelos melhores hotéis independentes do mundo. Com mais 116 quartos do The Palms, a propriedade passou a contar com 500 unidades habitacionais. Ainda este ano, o complexo hoteleiro ganhou o prêmio de Melhor Hotel de Luxo do ano pelo Guia Quatro Rodas 2010, e passou a integrar a seleta lista dos 17 melhores hotéis de luxo do Brasil eleitos pela revista.
No ano de 2010, um novo restaurante foi inaugurado, o Terraço Gourmet. Com capacidade para 300 pessoas e uma infraestrutura de cozinha completamente nova e independente, permitiu ao Royal Palm diversificar ainda mais as opções oferecidas.
Ao longo de 2011 e 2012, profundas renovações são feitas nos apartamentos inaugurados na década de 2000, atualizando completamente o produto.
Em 2014 a delegação da Seleção Portuguesa de Futebol escolheu a cidade de Campinas como sede para a Copa do Mundo FIFA de 2014 e ficou hospedada no hotel boutique do complexo durante o evento.

## Centro de Convenções

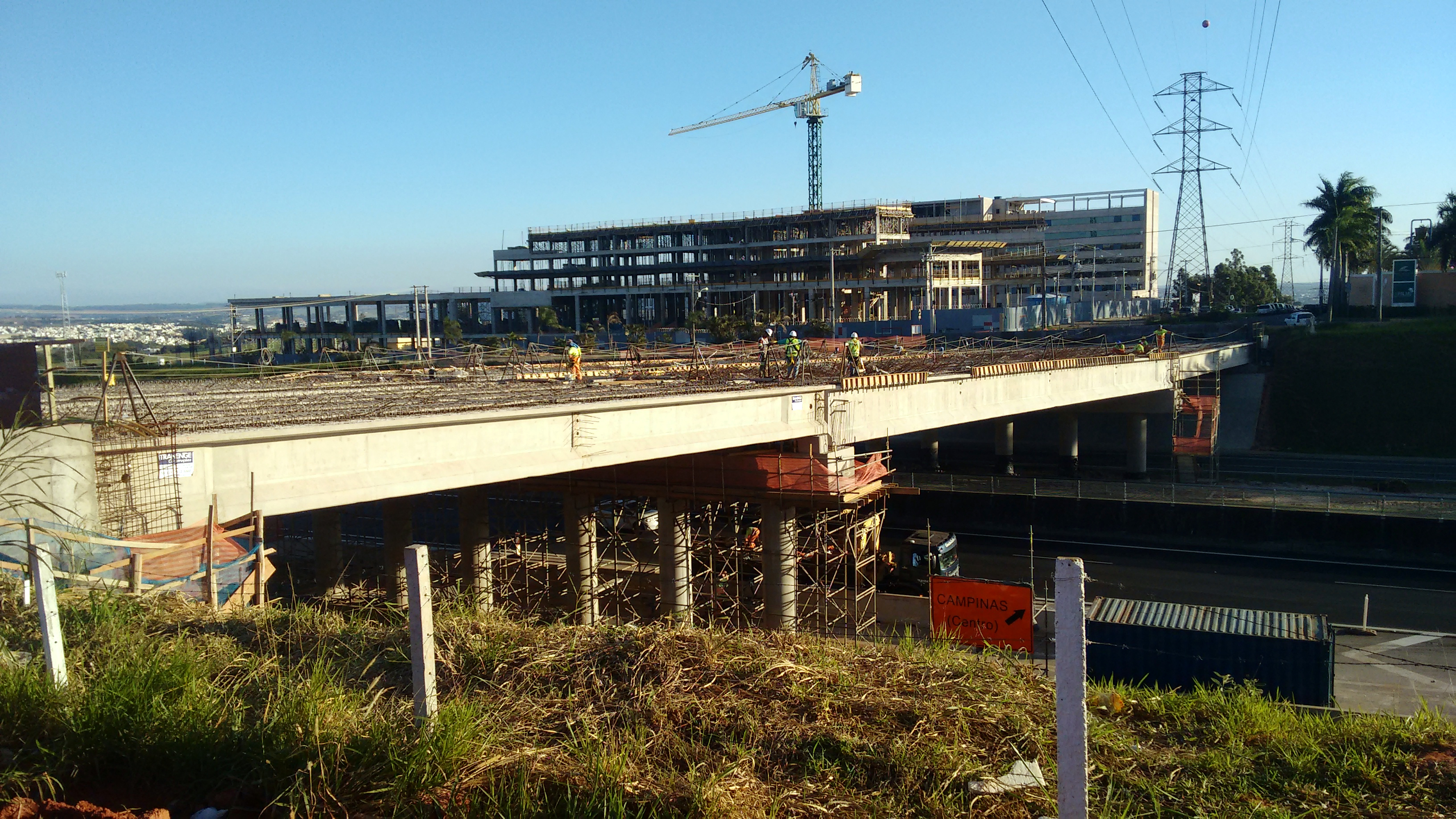
Construção do Centro de Convenções

No dia 11 de maio de 2015 é lançamento da pedra fundamental do Royal Palm Hall, um empreendimento que terá cerca de 55 mil m² de área construída, com um ballroom que ocupará uma área de 4.500 m², auditório que comportará 4.500 pessoas, salão para shows que poderá receber até 9.000 pessoas,  dois hotéis de diferentes categorias, entre outas opções.
Como resultado de um Termo de Compromisso Ambiental do Royal Palm, firmado com a Secretaria do Verde, Meio Ambiente e Desenvolvimento Sustentável foi construída no canteiro central da Avenida Baden Powell, no bairro do Nova Europa, uma ciclovia com quase 1,7 km de extensão e 2,5 metros de largura. Além disso foi construído um viaduto sobre a Rodovia Anhanguera (SP-330), ligando o empreendimento ao bairro Nova Europa.
Em 6 de fevereiro de 2018 foi realizada a entrega das obras civis do espaço, sendo que foi investido um valor que ultrapassa os R$ 250 milhões. A abertura do novo espaço será realizada em 18 de maio do mesmo ano.